# Comté de Hamilton (Floride)
Pour les articles homonymes, voir Comté de Hamilton.
Le comté de Hamilton (Hamilton County) est un comté américain de Floride. Sa population était estimée en 2020 à 14 004 habitants. Son siège est Jasper. Le comté a été fondé en 1827 et doit son nom à Alexander Hamilton, homme politique américain.

## Comtés adjacents
- Comté d'Echols, Géorgie (nord)
- Comté de Columbia (est)
- Comté de Suwannee (sud)
- Comté de Madison (ouest)
- Comté de Lowndes, Géorgie (nord-ouest)

## Principales villes
- Jasper
- Jennings
- White Springs

## Démographie
| Groupe                           | Comté de Hamilton | Floride | États-Unis |
| -------------------------------- | ----------------- | ------- | ---------- |
| Blancs                           | 59,8              | 75,0    | 72,4       |
| Afro-Américains                  | 34,5              | 16,0    | 12,6       |
| Autres                           | 2,8               | 3,7     | 6,4        |
| Métis                            | 1,7               | 2,5     | 2,9        |
| Amérindiens                      | 0,6               | 0,4     | 0,9        |
| Asiatiques                       | 0,5               | 2,4     | 4,8        |
| Total                            | 100               | 100     | 100        |
|                                  |                   |         |            |
| Hispaniques et Latino-Américains | 8,8               | 22,5    | 16,7       |

Selon l'American Community Survey, en 2010 91,80 % de la population âgée de plus de 5 ans déclare parler l'anglais à la maison, 6,89 % déclare parler l'espagnol et 1,31 % une autre langue.
| 1830 | 1840  | 1850  | 1860  | 1870  | 1880  |
| ---- | ----- | ----- | ----- | ----- | ----- |
| 553  | 1 464 | 2 511 | 4 154 | 5 749 | 6 790 |

| 1890  | 1900   | 1910   | 1920  | 1930  | 1940  |
| ----- | ------ | ------ | ----- | ----- | ----- |
| 8 507 | 11 881 | 11 825 | 9 873 | 9 454 | 9 778 |

| 1950  | 1960  | 1970  | 1980  | 1990   | 2000   |
| ----- | ----- | ----- | ----- | ------ | ------ |
| 8 981 | 7 705 | 7 787 | 8 761 | 10 930 | 13 327 |

| 2010   | - | - | - | - | - |
| ------ | - | - | - | - | - |
| 14 799 | - | - | - | - | - |